# Jan Ceulemans
Jan Anna Gumaar Ceulemans (Lier, 28 februari 1957) is een voormalig Belgische voetbaltrainer en voormalig voetballer. Hij speelde als aanvaller of middenvelder en is een van de succesvolste spelers uit de geschiedenis van Club Brugge en de nationale ploeg van België.
Ceulemans was in 2015 coach van KMSK Deinze, op dat moment actief in de Derde klasse. Van 1999 tot 2005 en van 2007 tot 2012 was hij trainer van KVC Westerlo.
Ceulemans was een voetballer die bekendstond om zijn doorzettingsvermogen, inzet en leiderschap. Daarom kreeg hij van zijn supporters ook de bijnaam Sterke Jan. Caje verwijst dan weer naar de bijnaam van zijn vader en grootvader. Zij werden Kazze genoemd, hetgeen later door een journalist werd omgevormd tot Caje.
In totaal won Ceulemans drie keer de Gouden Schoen. In 1980 werd hij vijfde in het referendum van Europees voetballer van het jaar.
In 2011 werd hij ondervoorzitter van de BFC Pro.
In 2014 werd hij een van de vier ereburgers van Lier.

## Clubvoetbal

### Beginjaren
Ceulemans sloot zich op zevenjarige leeftijd aan bij voetbalclub Lierse SK. De middenvelder maakte snel progressie en brak op zeventienjarige leeftijd door in het eerste elftal van toenmalig trainer Hans Croon.

### Lierse SK
In eerste instantie zat Ceulemans vaak op de bank, maar in zijn tweede seizoen kreeg hij van de Hongaarse trainer János Bédl een vaste plaats in het eerste elftal. Ceulemans, in die periode een ploegmaat van onder meer Oeki Hoekema, Hans Posthumus, Dimitri Davidović en Herman Helleputte, bereikte in 1976 met Lierse de finale van de Beker van België. Ceulemans kwam in de finale niet aan de bak en zag hoe zijn team kansloos onderuit ging tegen het RSC Anderlecht van Hans Croon.
Als bekerfinalist mocht Lierse een jaar later deelnemen aan de Europacup II. De club won thuis tegen Hajduk Split met 1-0 dankzij een doelpunt van Ceulemans. In de terugwedstrijd verloren ze echter met 3-0. Maar de sterke prestaties van Ceulemans waren niet onopgemerkt gebleven. De Belgische bondscoach Guy Thys selecteerde hem in die dagen voor de eerste keer voor de nationale ploeg. In 1978 loodste Ceulemans, die vooral uitblonk in doorzettingsvermogen en kracht, Lierse naar een vierde plaats in de competitie. Hierdoor mocht de club een seizoen later deelnemen aan de UEFA Cup.

### Club Brugge

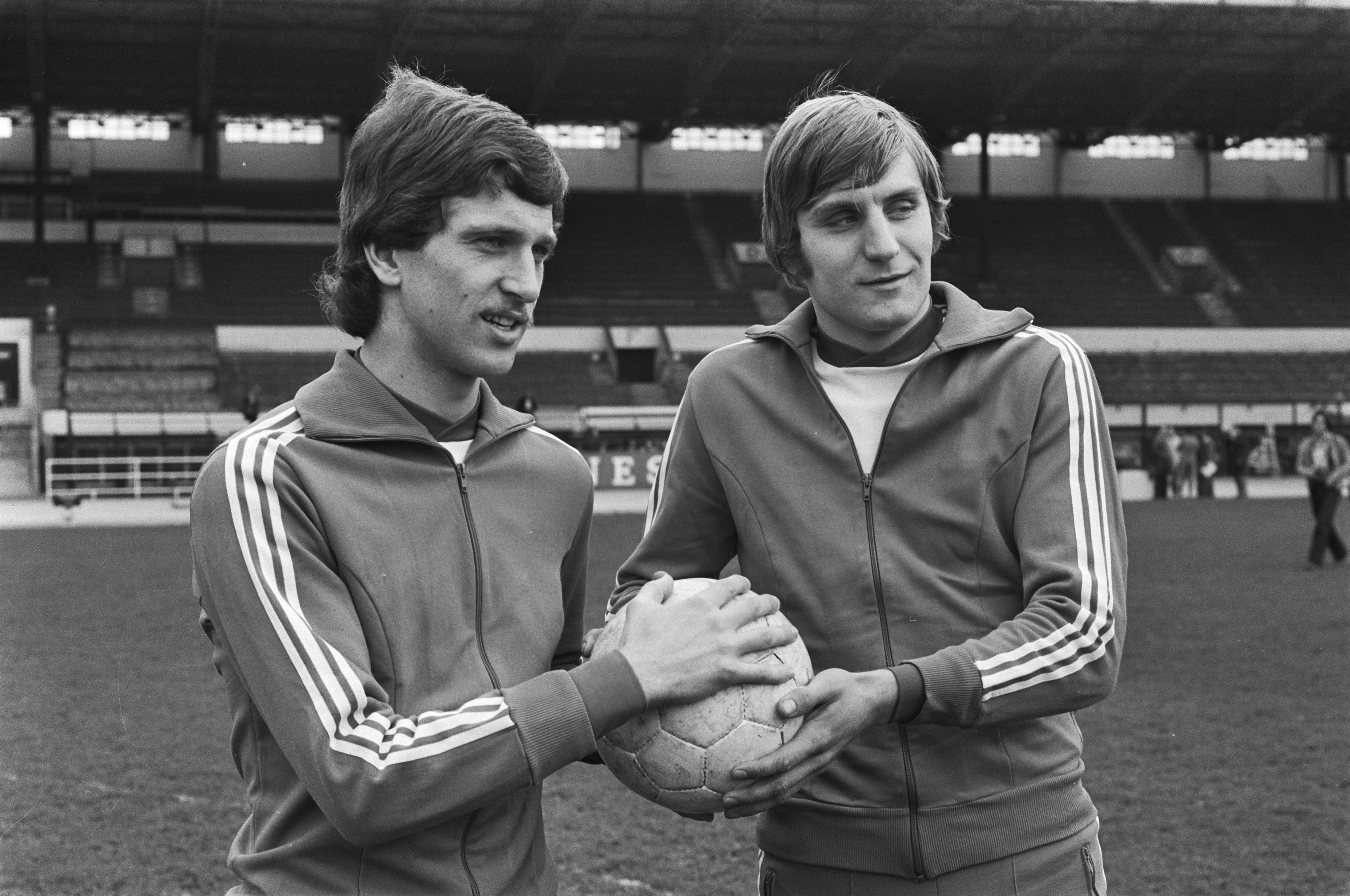
Ludo Coeck en Ceulemans (rechts) bij de nationale ploeg (1977).

#### Bijna naar AC Milan
In de zomer van 1978 vertrok Ceulemans naar Club Brugge. De club had de transfer met Lierse al enkele jaren voordien geregeld, maar kon pas vanaf 1978 een beroep doen op de aanvallend ingestelde middenvelder. Naar verluidt betaalde Club Brugge 9 miljoen BEF (zo'n €225.000) voor de transfer.
Club Brugge had er net een succesperiode opzitten onder Ernst Happel, maar de Oostenrijkse coach stapte in de loop van het seizoen op om bondscoach van Nederland te worden. Het werd een teleurstellend seizoen voor Club, dat zesde werd in de competitie en in de Beker van België de finale verloor. Ceulemans was wel meteen een van de sterkhouders geworden bij Club Brugge. Hij greep in januari 1980 net naast zijn eerste Gouden Schoen. Dat jaar leek er ook een transfer naar AC Milan in de maak, maar Ceulemans legde samen met manager Antoine Vanhove het miljoenenbod van de Italiaanse topclub naast zich neer.

#### Drie keer Gouden Schoen
Het volgende seizoen veroverde Ceulemans met Club Brugge zijn eerste landstitel, waarna hij ook de Gouden Schoen aan zijn palmares mocht toevoegen. In de zomer van 1981 zochten spelers als René Vandereycken, Walter Meeuws, Fons Bastijns, Paul Courant en Georges Leekens andere oorden op. Club Brugge beleefde in die periode een sportief dieptepunt en flirtte zelfs even met de degradatie. Pas midden jaren 80 kwam er een ommekeer. Trainer Henk Houwaart loodste het team, dat toen bestond uit onder meer Ceulemans, Hugo Broos, Marc Degryse en Franky Van der Elst, in 1986 naar Bekerwinst. In de competitie eindigde de club samen met Anderlecht op de eerste plaats. Na testwedstrijden ging de titel uiteindelijk naar Anderlecht. Ceulemans won eerder dat jaar ook zijn tweede Gouden Schoen. Begin 1987 won hij de prestigieuze prijs voor de derde keer.

#### Laatste successen
In 1988 werd Club Brugge opnieuw kampioen, hetgeen blauw-zwart twee jaar later nog eens overdeed onder trainer Georges Leekens. Ceulemans kreeg in 1990 ook de trofee voor Sportverdienste van het Jaar. Een jaar later pakte hij met Club voor de tweede en laatste keer de Beker.
Nadien liep de 34-jarige Ceulemans een zware knieblessure op. Hij kwam niet meer aan spelen toe, maar zag wel hoe Club Brugge in 1992 opnieuw kampioen speelde. Nadien zette hij een punt achter zijn spelersloopbaan.
Tegenwoordig woont hij in Westerlo.

## Statistieken
| Seizoen         | Club            | Land            | Competitie      | Competitie | Competitie | Beker | Beker | Internationaal | Internationaal | Totaal | Totaal |
| Seizoen         | Club            | Land            | Competitie      | Wed.       | Dlp.       | Wed.  | Dlp.  | Wed.           | Dlp.           | Wed.   | Dlp.   |
| --------------- | --------------- | --------------- | --------------- | ---------- | ---------- | ----- | ----- | -------------- | -------------- | ------ | ------ |
| 1974/75         | Lierse SK       | Vlag van België | Eerste Klasse   | 15         | 1          | 0     | 0     | 0              | 0              | 15     | 1      |
| 1975/76         | Lierse SK       | Vlag van België | Eerste Klasse   | 29         | 12         | 0     | 0     | 0              | 0              | 29     | 12     |
| 1976/77         | Lierse SK       | Vlag van België | Eerste Klasse   | 34         | 12         | 0     | 0     | 2              | 1              | 36     | 13     |
| 1977/78         | Lierse SK       | Vlag van België | Eerste Klasse   | 32         | 14         | 0     | 0     | 0              | 0              | 32     | 14     |
| 1978/79         | Club Brugge     | Vlag van België | Eerste Klasse   | 34         | 13         | 8     | 9     | 2              | 1              | 44     | 23     |
| 1979/80         | Club Brugge     | Vlag van België | Eerste Klasse   | 34         | 29         | 5     | 4     | 0              | 0              | 39     | 33     |
| 1980/81         | Club Brugge     | Vlag van België | Eerste Klasse   | 33         | 12         | 3     | 1     | 2              | 1              | 38     | 14     |
| 1981/82         | Club Brugge     | Vlag van België | Eerste Klasse   | 29         | 11         | 2     | 0     | 2              | 0              | 33     | 11     |
| 1982/83         | Club Brugge     | Vlag van België | Eerste Klasse   | 33         | 14         | 8     | 6     | 0              | 0              | 41     | 20     |
| 1983/84         | Club Brugge     | Vlag van België | Eerste Klasse   | 31         | 15         | 2     | 0     | 0              | 0              | 33     | 15     |
| 1984/85         | Club Brugge     | Vlag van België | Eerste Klasse   | 27         | 17         | 4     | 3     | 3              | 1              | 34     | 21     |
| 1985/86         | Club Brugge     | Vlag van België | Eerste Klasse   | 31         | 13         | 9     | 7     | 4              | 1              | 44     | 21     |
| 1986/87         | Club Brugge     | Vlag van België | Eerste Klasse   | 28         | 12         | 2     | 1     | 2              | 0              | 32     | 13     |
| 1987/88         | Club Brugge     | Vlag van België | Eerste Klasse   | 30         | 13         | 3     | 2     | 9              | 5              | 42     | 20     |
| 1988/89         | Club Brugge     | Vlag van België | Eerste Klasse   | 28         | 13         | 4     | 0     | 4              | 0              | 36     | 13     |
| 1989/90         | Club Brugge     | Vlag van België | Eerste Klasse   | 34         | 15         | 2     | 3     | 4              | 1              | 40     | 19     |
| 1990/91         | Club Brugge     | Vlag van België | Eerste Klasse   | 33         | 14         | 7     | 3     | 4              | 0              | 44     | 17     |
| 1991/92         | Club Brugge     | Vlag van België | Eerste Klasse   | 0          | 0          | 0     | 0     | 1              | 0              | 1      | 0      |
| Carrière totaal | Carrière totaal | Carrière totaal | Carrière totaal | 515        | 230        | 59    | 39    | 39             | 11             | 613    | 280    |

## Nationale ploeg

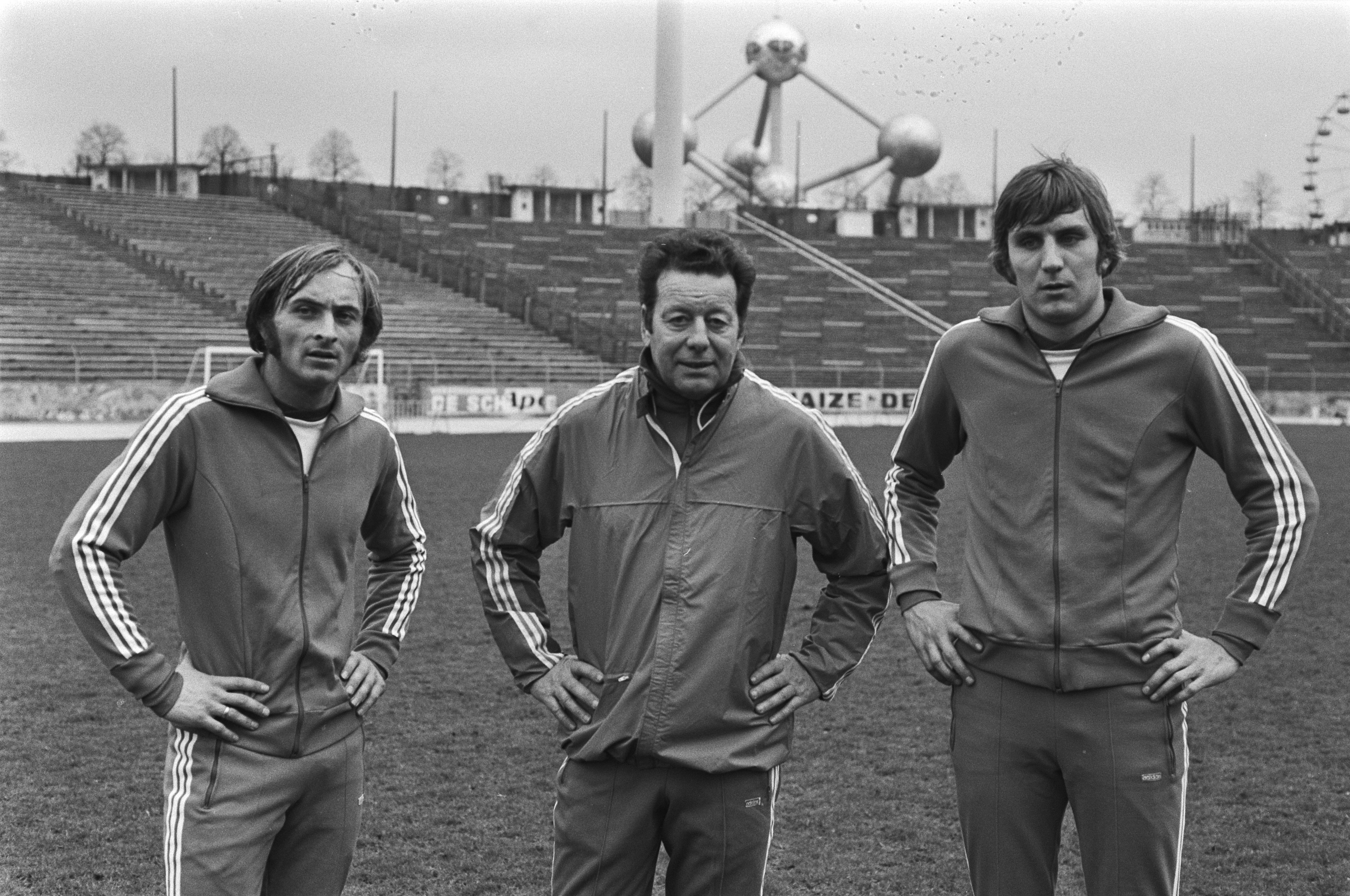
Roger Van Gool, Guy Thys en Jan Ceulemans (rechts) in het Heizelstadion (1977).

De opstellingen van de EK-finale van 1980.

Jan Ceulemans was tot 10 oktober 2017 (toen Jan Vertonghen hem met 97 caps voorbijstak) recordinternational voor België. Hij verzamelde in totaal 96 A-caps en was ook goed voor 22 doelpunten. Ceulemans debuteerde in 1977, als speler van Lierse, bij de Rode Duivels. Het was bondscoach Guy Thys die hem destijds voor het eerst selecteerde.
Op 26 maart 1977 mocht hij voor het eerst het shirt van de nationale ploeg aantrekken. België moest het opnemen tegen Nederland in een kwalificatiewedstrijd voor het WK 1978. De Belgen verloren met 0-2. De laatste interland van Ceulemans dateert van 27 februari 1991. België won toen met 3-0 van Luxemburg. Ceulemans scoorde toen het tweede doelpunt van de wedstrijd.
Ceulemans groeide in de jaren 80 uit tot de leider en aanvoerder van de nationale ploeg. Hij was erg populair bij het Belgische publiek en werd later door Pelé geselecteerd voor de FIFA 100.

### EK 1980
In de loop der jaren nam Ceulemans ook deel aan verscheidene voetbaltoernooien. Zijn grote debuut kwam er op het EK 1980 in Italië. De Rode Duivels haalden toen de finale, maar verloren daarin van West-Duitsland. Ceulemans noemde het EK achteraf zijn mooiste toernooi. Hij werd na het EK in de ploeg van het tornooi gekozen.

### WK 1982
Twee jaar later bereikte hij met België het WK in Spanje. België won toen in Camp Nou verrassend de openingswedstrijd tegen Argentinië. Ceulemans viel dat WK vooral op door zijn memorabele rush in de wedstrijd tegen Hongarije. Moegespeeld perste hij er op het einde van de partij nog een sprint van 50m uit. Hij knokte zich het strafschopgebied in, leek de bal even kwijt te spelen, veroverde hem dan opnieuw en legde hem klaar voor Alex Czerniatynski, die hem in één tijd in de hoek duwde. België sneuvelde uiteindelijk in de tweede ronde, wat op dat ogenblik de beste prestatie ooit was.

### EK 1984
Het EK 1984 in Frankrijk werd het EK van de teleurstelling. De Rode Duivels beschikten over een sterke lichting, maar zagen net voor het kampioenschap enkele spelers uitvallen door schorsing, als gevolg van het omkoopschandaal Standard-Waterschei. De Rode Duivels vlogen er in de eerste ronde uit.

### WK 1986
Op het WK 1986 in Mexico voetbalden de Rode Duivels zich de geschiedenis in. Ondanks enkele strubbelingen binnen het team - aanvoerder Ceulemans stelde de inzet van balvirtuoos Enzo Scifo in vraag - werd het een succesvol toernooi. België bereikte verrassend de halve finales, door onder meer de Sovjet-Unie uit te schakelen. België kwam in de 1/8 finale 2-1 achter tegen de Sovjet-Unie, maar sleepte er dankzij een goal van Ceulemans toch nog verlengingen uit. In die verlengingen scoorden de Belgen uiteindelijk nog twee keer.
Na een spannende kwartfinale tegen Spanje, waarin strafschoppen voor de beslissing zorgden, stootten de Rode Duivels door naar de halve finale. Daarin verloor België tegen het Argentinië van stervoetballer Diego Maradona. De Belgen speelden nadien nog voor de derde plaats, maar moesten in de troostfinale hun meerdere erkennen in Frankrijk. Ceulemans maakte drie doelpunten op dit WK en werd in het officieuze team van het tornooi verkozen.

### WK 1990
Het volgende EK werd niet gehaald, dus duurde het vier jaar alvorens Ceulemans nog eens mocht deelnemen aan een groot toernooi. België plaatste zich voor het WK in Italië, het land waar hij zijn eerste toernooi speelde. Ceulemans bereikte met België de tweede ronde. Engeland was toen de tegenstander. België verloor na verlengingen en een doelpunt van David Platt in de 119e minuut.

## Loopbaan als trainer

### Eendracht Aalst

#### Kampioen in Tweede Klasse
Na zijn knieblessure ging Ceulemans als trainer aan de slag bij Eendracht Aalst. De club ontsloeg Jean-Pierre Vande Velde en stelde Ceulemans in oktober 1992 aan als zijn opvolger. De club, toen bestaande uit spelers als Gilles De Bilde, Godwin Okpara, Peter Van Wambeke en Kris Temmerman, haalde toen de eindronde. Een jaar later werd Eendracht, onder meer door een ontketende De Bilde, zelfs winnaar van die eindronde in Tweede Klasse.
Eendracht Aalst promoveerde en De Bilde kreeg de Gouden Schoen. Het eerste seizoen in Eerste Klasse werd bovendien meteen een succes. De promovendus werd vierde en mocht een jaar later deelnemen aan de UEFA Cup. In Europa schakelde Eendracht Levski Sofia uit, maar verloor het nadien in de tweede ronde met zware cijfers van AS Roma.
Een seizoen later bleven de goede resultaten uit. Ceulemans werd na de 24e speeldag aan de deur gezet en opgevolgd door Urbain Haesaert.

### Ingelmunster

#### Onderaan de ladder
Ceulemans had zijn waarde als coach bewezen, maar opteerde toch opnieuw voor een bescheiden club. Ceulemans belandde na zijn ontslag bij Eendracht Aalst bij derdeklasser KSV Ingelmunster, als opvolger van Freddy Makelberge, die toen naar KSV Roeselare was vertrokken. Ceulemans koos ervoor om opnieuw onderaan de ladder te beginnen, ook omdat er toen te weinig concrete interesse was van clubs uit Eerste Klasse.
In 1998 werd Ingelmunster tweede in Derde Klasse A, maar kon het via de eindronde de promotie niet afdwingen. Ceulemans bleef in Ingelmunster, ondanks interesse van onder meer Lommel SK. In 1999 bereikte hij met Ingelmunster de kwartfinale van de beker en won hij de titel in Derde Klasse.

### Westerlo

#### Terugkeer naar Eerste Klasse
Na het behalen van de titel in Derde Klasse stapte Ceulemans over naar KVC Westerlo, een middenmoter uit Eerste Klasse. Hij werd er de vervanger van Jos Heyligen. De overstap was meteen een succes, want Westerlo speelde een sterk seizoen - het won thuis met 5-0 van de latere kampioen Anderlecht - en werd uiteindelijk knap zesde in de competitie. Toni Brogno won dat jaar zelfs de titel van topschutter.

#### Bekerwinst
Met spelers als Rudy Janssens, Bart Deelkens, Jef Delen en Jean-Paul Boeka-Lisasi breidde Ceulemans tijdens het seizoen 2000/01 een vervolg aan het succes. De club werd achtste in de competitie en bereikte de finale van de Beker van België, waarin het tegenstander Lommel met 1-0 versloeg. Voor Westerlo was het de eerste prijs in de geschiedenis van de club.
In de jaren die volgden, vestigde Westerlo zich als een stabiele club in de middenmoot. Echte uitschieters bleven uit, maar het bestuur behield het vertrouwen in Ceulemans.

### Club Brugge

#### Reünie in Brugge
In 2005 deelde de Noorse trainer Trond Sollied via een videoboodschap mee dat hij naar Olympiakos Piraeus zou vertrekken. Club Brugge zag de succesvolle coach verhuizen en ging op zoek naar een opvolger. De club kwam meteen uit bij gewezen Club-speler Jan Ceulemans. Hij tekende in 2005 een driejarig contract en werd in Brugge opnieuw verenigd met enkele oude ploegmaats. Marc Degryse was technisch directeur, en René Verheyen, Franky Van der Elst en Dany Verlinden waren hulptrainers.

#### Breuk met Degryse
Maar het droomhuwelijk tussen Ceulemans en Club Brugge was niet van lange duur. Club Brugge slaagde er weliswaar in Europees te overwinteren na wedstrijden tegen Juventus en Bayern München. In de competitie stond het op een derde plaats, maar werd door KAA Gent en meer bepaald Mbark Boussoufa dolgedraaid. De Marokkaanse Nederlander scoorde een hattrick waardoor Club met 4-1 verloor. Dat betekende het einde van Ceulemans en zijn vriendschap met Marc Degryse, die zowel hem als René Verheyen aan de deur zette. Enkel een geëmotioneerde Van der Elst bleef achter.
Emilio Ferrera maakte het seizoen vol, maar ook hij kon niet voor een ommekeer zorgen. Degryse stapte later ook zelf op. Ook in de eerste seizoenen na Ceulemans' ontslag kwam blauw-zwart nooit verder dan een derde plaats in de competitie.
In september 2012 kwam er een verzoenend gesprek tussen Degryse en Ceulemans. Ook Franky Van der Elst was bij dit gesprek aanwezig. Het duo legde de ruzie bij.

### Westerlo

#### Opnieuw naar 't Kuipje
Ceulemans verdween na zijn ontslag, dat hem zwaar viel, een tijdje uit de belangstelling. De gewezen Rode Duivel trok zich terug uit het voetbal en dook pas in 2007 na een sabbatjaar opnieuw op. Ceulemans keerde terug naar Westerlo, waar hij zijn vroegere ploegmaat Herman Helleputte opvolgde. In 2009 evenaarde hij opnieuw het beste clubresultaat: Westerlo werd zesde in de competitie.
Een jaar later, na het invoeren van de play-offs, eindigde Westerlo net boven de degradatiezone. Maar in play-off II B kwam de club wel als winnaar uit de bus. Westerlo maakte zo nog kans op een Europees ticket, maar verloor in de finale van play-off II tegen KRC Genk.
In 2011 bereikte Westerlo onder Ceulemans voor de tweede keer in de geschiedenis de finale van de Beker van België. Deze keer verloor Westerlo in de finale met 2-0 van Standard Luik. De Kempenaars mochten daardoor Europa in, maar dat bleek niet de voorbode van een succesvol seizoen. Door tal van blessures raakte Westerlo al snel in de degradatiezone. Enkele supporters eisten het ontslag van Ceulemans, maar preses Herman Wijnants ging hier niet op in. Westerlo werd voorlaatste, versloeg vervolgens in play-off III STVV, maar zakte nadien via de eindronde naar tweede klasse. In mei 2012 besloot Ceulemans bij Westerlo op te stappen.

### Cappellen FC
In oktober 2012 werd hij trainer bij derdeklasser Cappellen FC. Steven Van Giel werd na een slechte seizoensstart ontslagen, waarna de Antwerpse club Ceulemans aantrok als zijn opvolger. Op het einde van het seizoen 2013-2014 stopte de samenwerking.

### KMSK Deinze
Vanaf 2 januari 2015 was hij hoofdtrainer van derdeklasser KMSK Deinze dat in datzelfde jaar promotie heeft afgedwongen naar tweede klasse. Voor het seizoen 2015-2016 werd de samenwerking niet verlengd.

## Palmares

### Als speler
| Nationaal                             |    |                              |
| Belgisch kampioen                     | 3x | 1980, 1988, 1990             |
| Beker van België                      | 2x | 1986, 1991                   |
| Supercup                              | 5x | 1980, 1986, 1988, 1990, 1991 |
| Vriendschappelijk                     |    |                              |
| Brugse Metten                         | 4x | 1979, 1981, 1984, 1990       |
| Kirin Cup                             | 1x | 1981                         |
| Individueel                           |    |                              |
| Gouden Schoen                         | 3x | 1980, 1985, 1986             |
| Profvoetballer van het Jaar           | 3x | 1984, 1985, 1986             |
| Man van het Seizoen                   | 3x | 1980, 1983, 1986             |
| Fair-Play Prijs                       | 1x | 1986                         |
| Onze de Bronze                        | 1x | 1981                         |
| Nationale Trofee voor Sportverdienste | 2x | 1980, 1990                   |

| Competitie                     | Winnaar | Winnaar | Runner-up | Runner-up | Derde  | Derde  |
| Competitie                     | Aantal  | Jaren   | Aantal    | Jaren     | Aantal | Jaren  |
| België                         | België  | België  | België    | België    | België | België |
| ------------------------------ | ------- | ------- | --------- | --------- | ------ | ------ |
| Europees kampioenschap voetbal |         |         | 1x        | 1980      |        |        |

### Als trainer
| Nationaal                          |    |      |
| Beker van België                   | 1x | 2001 |
| Supercup                           | 1x | 2005 |
| Winnaar eindronde in Tweede Klasse | 1x | 1994 |
| Kampioen in Derde Klasse           | 1x | 1999 |

## Lokale politiek
Ceulemans kwam in zijn woonplaats Westerlo op voor de gemeenteraadsverkiezingen van 14 oktober 2018. Op de lijst van N-VA kreeg hij de 26e plaats. Hij raakte verkozen.